# Bocydium globulare

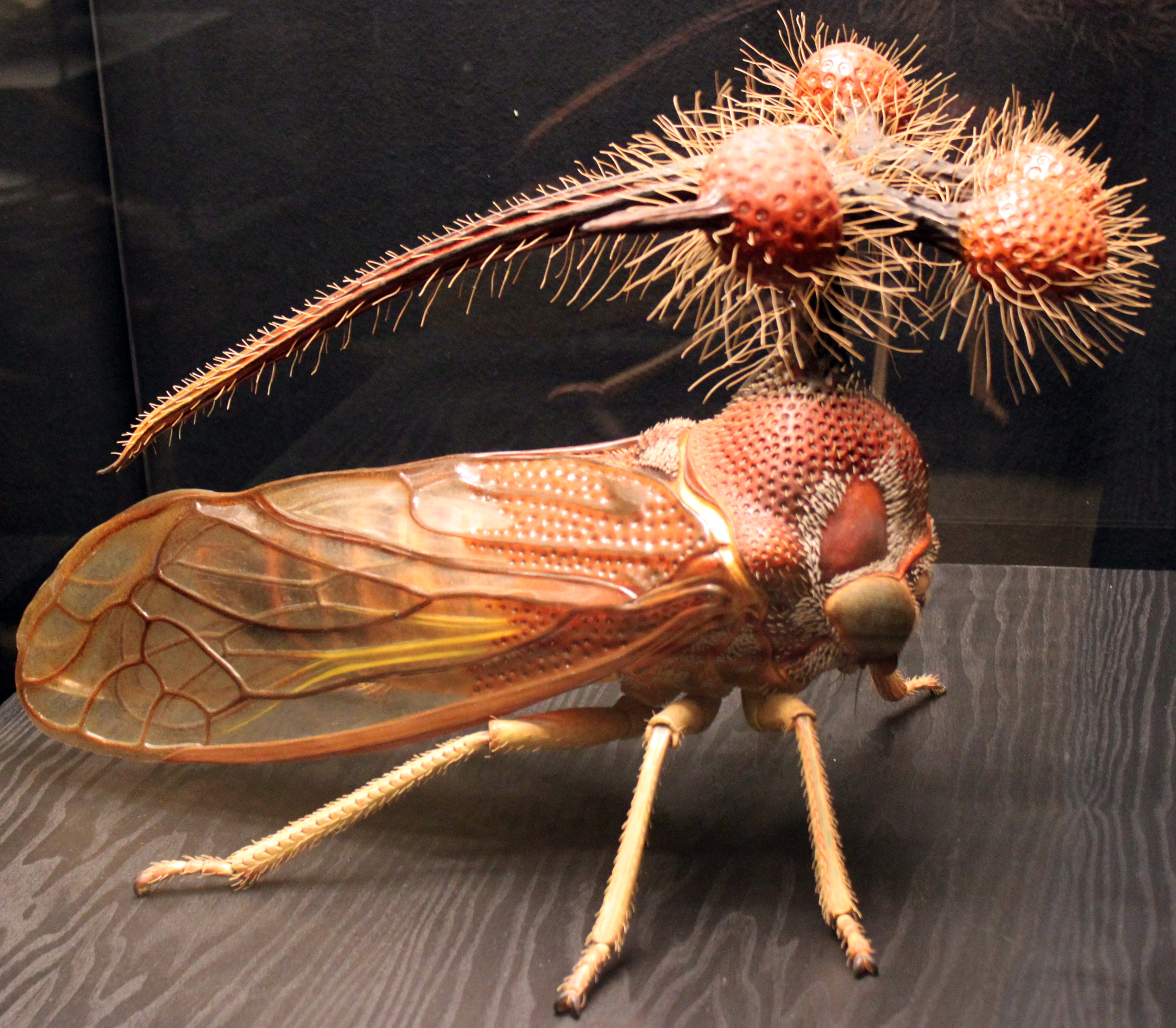
Modell von Alfred Keller

Bocydium globulare ist ein in Südamerika vorkommender Schnabelkerf (Hemiptera) aus der Familie der Buckelzirpen (Membracidae).  Bocydium globulare ist die wohl bekannteste Art der Gattung Bocydium. Die Arten dieser Gattung sind durch Auswüchse am Rücken (Pronotum) mit besonders auffälliger Form gekennzeichnet.

## Merkmale
Bocydium globulare erreicht eine Länge von etwa sechs bis sieben Millimetern. Der Körper hat eine dunkelbraune Farbe, die Beine sind gelb. Die Vorderflügel sind lang, transparent und mit deutlichen dunklen Adern versehen. Sehr auffällig sind die vom Notum nach oben gerichteten Verdickungen. Diese bestehen aus zwei nach vorne sowie zwei nach den Seiten gerichteten kleinen Kugeln und außerdem einem degenartigen Stachel, der parallel zum Körper verläuft. Die kugelförmigen Verdickungen sind mit vielen dünnen dunklen Haaren bestückt. Die Funktion und Bedeutung der auffallenden Auswüchse muss noch geklärt werden.
Der Modellbauer Alfred Keller fertigte ein Modell von Bocydium globulare im Maßstab 180:1 an, in dem die Merkmale detailliert wiedergegeben sind. Das Modell befindet sich im Museum für Naturkunde in Berlin.

## Vorkommen
Bocydium globulare kommt in Brasilien, Franz. Guyana, Republik Guyana, Surinam, und  Peru vor. Frühere Berichte, nach denen diese Art auch in Costa Rica vorkommen sollte, sind vermutlich nicht korrekt, sondern es handelt sich dabei eher um die 2017 neu beschriebene Art Bocydium mae.

## Lebensweise
Bocydium globulare-Zirpen leben einzeln. Sie halten sich gerne einige Meter über dem Erdboden an der Unterseite von Blättern auf,  an denen sie saugen. Bevorzugte Wirtspflanzen sind Miconia-Arten. Nachts erscheinen sie an künstlichen Lichtquellen. Details zur Lebensweise müssen noch erforscht werden.